# Minniza gallagheri
Minniza gallagheri es una especie de arácnido del orden Pseudoscorpionida de la familia Olpiidae.

## Distribución geográfica
Se encuentra en Omán.